# Aucula munroei
Aucula munroei là một loài bướm đêm trong họ Noctuidae.